# Горња Гарешница
Горња Гарешница је насељено место у саставу општине Берек, Бјеловарско-билогорска жупанија, Република Хрватска.

## Историја
До територијалне реорганизације у Хрватској налазила се у саставу старе општине Гарешница.

## Становништво
На попису становништва 2011. године, Горња Гарешница је имала 157 становника.
| Број становника по пописима | Број становника по пописима | Број становника по пописима | Број становника по пописима | Број становника по пописима | Број становника по пописима | Број становника по пописима | Број становника по пописима | Број становника по пописима | Број становника по пописима | Број становника по пописима | Број становника по пописима | Број становника по пописима | Број становника по пописима | Број становника по пописима | Број становника по пописима |
| --------------------------- | --------------------------- | --------------------------- | --------------------------- | --------------------------- | --------------------------- | --------------------------- | --------------------------- | --------------------------- | --------------------------- | --------------------------- | --------------------------- | --------------------------- | --------------------------- | --------------------------- | --------------------------- |
| 1857                        | 1869                        | 1880                        | 1890                        | 1900                        | 1910                        | 1921                        | 1931                        | 1948                        | 1953                        | 1961                        | 1971                        | 1981                        | 1991                        | 2001                        | 2011                        |
| 314                         | 320                         | 254                         | 316                         | 372                         | 427                         | 451                         | 712                         | 424                         | 401                         | 392                         | 302                         | 246                         | 221                         | 175                         | 157                         |

Напомена: У 1857. исказано под именом Гарешница.

### Попис1991.
На попису становништва 1991. године, насељено место Горња Гарешница је имало 221 становника, следећег националног састава:
| Попис 1991.‍ | Попис 1991.‍ | Попис 1991.‍ | Попис 1991.‍ | Попис 1991.‍ |
| ----------- | ----------- | ----------- | ----------- | ----------- |
|             |             |             |             |             |
| Хрвати      | Хрвати      |             | 220         | 99,54%      |
| Мађари      | Мађари      |             | 1           | 0,45%       |
| укупно: 221 |             |             |             |             |